# Black Jack (film, 1979)
Pour les articles homonymes, voir Blackjack.
Pour plus de détails, voir Fiche technique et Distribution.
Black Jack est un film britannique réalisé par Ken Loach, sorti en 1979, adapté du roman du même nom de Leon Garfield (1968).

## Synopsis
Deux enfants et un malfaiteur traversent le Yorkshire anglais de 1750, pour retrouver un oncle, capitaine au long cours.

## Fiche technique
- Titre : Black Jack
- Réalisation : Ken Loach
- Scénario : Ken Loach, d'après le roman de Leon Garfield
- Production : Tony Garnett (en)
- Musique : Bob Pegg
- Photographie : Chris Menges
- Montage : Bill Shapter
- Décors : Martin Johnson
- Direction artistique : Martin Johnson
- Costumes : Sally Nieper
- Son : Andrew Boulton, Eddie Dougall, Pierre Donnadieu
- Société de production : Kestrel Films
- Société de distribution : Enterprise
- Pays d'origine :  Royaume-Uni
- Format : Couleurs - 1,66:1 - Mono - 35 mm
- Genre : Film historique, aventures
- Durée : 110 minutes
- Dates de sortie :
  - 10 septembre 1979 (Toronto International Film Festival)
  - 29 septembre 1979 (Royaume-Uni)
  - mars 1980 (France)

## Distribution
- Jean Franval : Black Jack
- Stephen Hirst : Tolly
- Louise Cooper : Belle Carter
- Phil Askham : bourreau
- Pat Wallis : Mme Gorgandy
- John Young (en) : Dr Hunter
- William Moore (en) : père de Belle
- Doreen Mantle (en) : Mme Carter
- Russell Waters (en) : Dr Jones
- Brian Hawksley : Parson Hall
- Dave Daniels : Footman
- Michael Hinchcliffe : Footman
- Packie Byrne : Dr Carmody
- Joyce Smith : M. Carmody
- Andrew Bennett : Hatch
- Malcolm Dixon : Tom Thumb's Army
- Mike Edmonds (en) : Tom Thumb's Army
- David Rappaport : Tom Thumb's Army
- Tiny Ross : Tom Thumb's Army
- Arthur Davies : M. Hannah
- Cilla Mason : Mme Hannah
- Jackie Shinn : M. Arbuthnot
- Mary Wray : Mme Arbuthnot
- Les Hickin : Jed
- Brian Lewis : Jethro
- Patti Nicholls : Mme Mitchell
- Ted Beyer : Inn Keeper
- Gary Roberts : Sexton
- Hughie Turner : Porter

## Distinction
- Prix FIPRESCI au Festival de Cannes 1979

## Appréciation critique
« S'il reste attaché au réalisme social, Loach signe un vrai film d'aventures, poétique, avec cascades de péripéties et l'écho, lointain, d'autres œuvres « magiques », comme Les Contrebandiers de Moonfleet
. »

— Aurélien Ferenczi, Télérama, 8 juillet 2006